# Savo Kostadinovski
Savo Kostadinovski (en macedonio: Саво Костадиновски; Gorno Botušje, 30 de mayo de 1950) es un escritor y traductor macedonio-alemán.

## Biografía
Savo Kostadinovski nació en Gorno Botušje, municipio de Makedonski Brod, en la actual Macedonia del Norte. Asistió a la escuela primaria en Gorno Botušje y Gostivar y continuó su educación en Belgrado y Colonia. Vive en Alemania desde 1971.
Es autor de poemas para niños y adultos, cuentos, ensayos, traducciones y textos periodísticos. Sus obras están incluidas en antologías y libros de texto escolares en Macedonia del Norte. Se publican en alemánalemán, macedonio, serbio y rumano. Ganó el Premio "Iselenička Gramota" en las Veladas de Poesía Struga de 1993.
Es miembro de la Asociación de Escritores Macedonios, la Asociación de Escritores Alemanes, la Asociación de Traductores Literarios de Macedonia y la Asociación de Periodistas Macedonios.
En 2024, Savo Kostadinovski fue incluido en la Enciclopedia de la Diáspora Nacional, editada por el cronista Ivan Kalauzović Ivanus.